# Resolutie 258 Veiligheidsraad Verenigde Naties
Resolutie 258 van de Veiligheidsraad van de Verenigde Naties werd aangenomen op 18 september 1968. De resolutie drong er bij Israël, Egypte, Syrië en Jordanië op aan het staakt-het-vuren dat na de Zesdaagse Oorlog overeen was gekomen na te leven.

## Achtergrond
Sinds het uitroepen van de staat Israël in 1948 had geen enkel Arabisch land Israël erkend en velen verwachtten niet dat Israël nog erg lang zou blijven bestaan. Na de oorlog van 1956 ontstond opnieuw een fragiel evenwicht. Spanningen liepen in 1967 hoog op. Israël voerde een preventieve aanval uit, hetgeen op zijn beurt leidde tot de Zesdaagse Oorlog. De VN greep onmiddellijk in, waardoor er na zes dagen een staakt-het-vuren kwam.
In deze oorlog verloren Egypte, Syrië en Jordanië grondgebied aan Israël dat ze terug wilden. Omdat ze een echte oorlog niet konden winnen, besloten ze tot een uitputtingsoorlog. Israël werd een aantal jaren geregeld aangevallen en onder vuur genomen en sloeg zelf terug met militaire operaties en luchtbombardementen.

## Inhoud
De Veiligheidsraad herinnerde aan de verklaring van de president van de 1448e raad. De Veiligheidsraad was ernstig bezorgd over de verslechterde situatie in het Midden-Oosten, en was ervan overtuigd dat alle lidstaten moesten werken aan een vreedzame oplossing voor dat gebied.
De Veiligheidsraad stond erop dat het staakt-het-vuren, zoals uitgewerkt in de resoluties, moest worden nageleefd. Resolutie 242 werd bevestigd en alle lidstaten werden aangespoord om hun medewerking te verlenen aan de speciaal vertegenwoordiger van secretaris-generaal U Thant.
Lijst ·  245 ·  246 ·  247 ·  248 ·  249 ·  250 ·  251 ·  252 ·  253 ·  254 ·  255 ·  256 ·  257 ·  258 ·  259 ·  260 ·  261 ·  262